# Predsednik Turčije
Predsednik Republike Turčije (turško Türkiye Cumhuriyeti Cumhurbaşkanı) je državni poglavar in po ustavnem referendumu leta 2017 tudi vodja vlade Republike Turčije. Urad predsednika Turčije je bil ustanovljen z razglasitvijo Republike Turčije 29. oktobra 1923. Turškega predsednika pogosto imenujejo Cumhurbaşkanı, kar pomeni predsednik ljudstva. Žaliti turškega predsednika je prepovedano s 299. členom turškega kazenskega zakonika. Tradicionalno je bilo predsedniško mesto sicer ceremonialne narave, vendar so ustavne spremembe, sprejete na ustavnem referendumu leta 2017, funkcijo postavile v izvršilno oblast.
Trenutni nosilec funkcije je Recep Tayyip Erdoğan, ki je na tej funkciji od 28. avgusta 2014. Od 9. julija 2018 je Erdoğan prvi izvršni predsednik v skladu s predsedniškim sistemom.

## Pogoji
Predsednik Turčije lahko postane vsak, ki ima visokošolsko izobrazbo in je star najmanj štirideset let. Funkcija ni združljiva s poslansko.
V preteklosti so morali turški predsedniki prekiniti vse morebitne odnose s svojo politično stranko.

## Volitve

### Po ustavni spremembi iz leta 2007
V skladu z ustavnimi spremembami, sprejetimi na referendumu leta 2007, predsednika izvoli javnost med kandidati, ki so stari vsaj štirideset let, imajo dokončano visokošolsko izobrazbo in so lahko izvoljeni za člana Velikega državnega zbora. Volitve predsednika se morajo začeti najmanj 30 dni pred iztekom mandata aktualnega predsednika ali 10 dni po izpraznitvi predsedniškega mesta, dokončati pa jih je treba v 30 dneh od začetka volitev.

### Pred ustavnimi spremembami iz leta 2007
Pred ustavnimi spremembami, ki so bile sprejete na referendumu leta 2007, je Veliki državni zbor za predsednika izvolil enega od svojih poslancev.
Predsednik je izvoljen za dobo petih let in je upravičen do ene ponovne izvolitve. Izjema je, ko se drugi mandat predsednika konča z odločitvijo parlamenta. V tem primeru je predsednik lahko ponovno izvoljen za tretji mandat. Mandat predsednika se izteče šele, ko novoizvoljeni predsednik nastopi funkcijo. Pred ustavnimi spremembami, sprejetimi na referendumu leta 2007, je bil predsednik izvoljen za en sam sedemletni mandat.

Ob nastopu funkcije predsednik pred Velikim državnim zborom priseže:
Prisegam na svojo čast in celovitost pred velikim turškim narodom, da bom varoval obstoj in neodvisnost države, nedeljivo celovitost države in naroda ter absolutno suverenost države; ostati zvest nadvladi zakona, demokratični in laični republiki ter Atatürkovim načelom in reformam; ne odstopati od ideala, po katerem je vsak upravičen do uživanja človekovih pravic in temeljnih svoboščin pod pojmom miru in blaginje v družbi, nacionalne solidarnosti in pravičnosti ter zvestobe ustavi.
Prisega se neposredno predvaja na TBMM-TV, ne glede na to, da je to redni delovni dan Velikega državnega zbora .

## Dolžnosti
- prvi dan zakonodajnega leta nagovoriti Veliki državni zbor,
- skliče Veliki državni zbor, da se po potrebi sestane,
- razglasiti zakone ali vrniti zakone velikemu narodnemu zboru, da jih ponovno preuči,
- na Ustavno sodišče zaprositi za razveljavitev zakonov ali nekaterih njihovih določb in Poslovnika parlamenta z obrazložitvijo, da so po obliki ali vsebini neustavni,
- imenovati in razrešiti podpredsednika in ministre
- imenovati visoke častnike, vključno z načelnikom generalštaba, in s sklepom urediti postopek in načela, ki urejajo njihovo imenovanje,
- akreditirati veleposlanike in sprejeti tuje veleposlanike, imenovane v Turčiji,
- ratificirati in razglasiti mednarodne pogodbe,
- predložiti na referendum zakonodajo o spremembi ustave, ki se ji zdi potrebno,
- določiti nacionalne varnostne politike in sprejeti potrebne ukrepe,
- zastopati vrhovnega poveljnika turških oboroženih sil v imenu Velike narodne skupščine in odločati o njegovi uporabi,
- odpustiti kazni, izrečene osebam zaradi kronične bolezni, invalidnosti ali starosti,
- razpisati nove volitve za parlament in predsedstvo, po katerih se odpove mandatu, ki ga trenutno opravlja,
- predložiti predlog proračuna v odobritev Velikemu državnemu zboru (če ni odobren v določenem roku, je veljaven proračun za prejšnje leto, le prilagojen letni obrestni meri),
- skliče in predseduje Svetu za nacionalno varnost
- razglasi izredno stanje, če ga odobri Veliki državni zbor (v izrednem stanju predsedniški odlok zahteva odobritev parlamenta),
- podpisati izvršne odredbe, ki ne smejo urejati temeljnih pravic, vključenih v ustavo, in zadev, za katere je v ustavi določeno, da jih ureja izključno zakon, ali zadev, ki so izrecno urejene z zakonom, izvršna uredba postane nična, če parlament sprejme zakon o isti zadevi. )
- imenovati člane in predsednika ter naložiti državnemu nadzornemu svetu izvajanje poizvedb, preiskav in inšpekcijskih pregledov,
- imenovati dvanajst od petnajstih članov ustavnega sodišča, četrtino članov državnega sveta, glavnega državnega tožilca in namestnika glavnega državnega tožilca kasacijskega sodišča, štiri od 13 članov sodniškega sveta in tožilci .

Predsednik opravlja tudi naloge izbora in imenovanja ter druge naloge, določene z ustavo in zakoni.

## Odgovornosti

### Po ustavni spremembi iz leta 2017
V skladu z ustavnimi spremembami iz leta 2017 lahko Veliki državni zbor na predlog navadne večine vseh članov vlade začne preiskavo predsednika, podpredsednika ali katerega koli člana vlade. Preiskavo izvede komisija petnajstih članov skupščine, ki bi jih politične stranke predlagale sorazmerno s svojo zastopanostjo v parlamentu. Komisija bi predsedniku parlamenta v dveh mesecih predložila poročilo z izidom preiskave. Če preiskava v tem roku ni končana, se čas delovanja komisije podaljša za en mesec. V desetih dneh po oddaji predsedniku parlamenta, se poročilo razdelili vsem članom skupščine, deset dni po razdelitvi pa se o poročilu razpravlja. Če predlog podpreta dve tretjini poslancev na tajnim glasovanjem se lahko osebi ali osebam, o katerih je potekala preiskava, sodi pred ustavnim sodiščem.
Predsednik, o katerem je bila uvedena preiskava, ne sme razpisati volitev. Predsednik, ki ga sodišče obsodi, je razrešen funkcije.
Določba tega člena se uporablja tudi za kazniva dejanja, za katera naj bi predsednik delal v času svojega mandata.

### Pred ustavno spremembo iz leta 2017
Pred ustavnim referendumom leta 2017 predsednik ni odgovarjal za svoja dejanja in ukaze, razen za obtožbe veleizdaje. Vse predsedniške odloke, razen tistih, za katere je predsednik pooblaščen, da jih sprejme sam, je moral v skladu z določbami ustave in drugih zakonov podpisati premier in resorni minister. Tako so za te odloke odgovarjali premier in zadevni ministri, ne predsednik. Na odločitve in ukaze, ki jih je predsednik podpisal na lastno pobudo, ni mogoče vložiti pritožbe pri nobenem sodnem organu, vključno z ustavnim sodiščem. Edina odgovornost predsednika je bila obtožba zaradi veleizdaje na predlog vsaj ene tretjine skupnega števila poslancev in z odločitvijo najmanj treh četrtin celotnega števila poslancev.

## Vršilec dolžnosti predsednika

### Po ustavnem referendumu 2017
Po ustavnih spremembah, sprejetih na referendumu 2017, v primeru začasne odsotnosti predsednika zaradi bolezni, potovanja v tujino ali podobnih okoliščin, podpredsednik Turčije opravlja funkcijo vršilca dolžnosti in izvršuje pooblastila predsednika do njegove vrnitve. Če se funkcija predsednika iz kakršnega koli razloga izprazni, bodo predsedniške volitve v petinštiridesetih dneh, medtem pa podpredsednik deluje in izvaja pooblastila predsednika, dokler ni izvoljen naslednji predsednik. Če za splošne volitve ostane eno leto ali manj, bodo parlamentarne volitve izvedene hkrati. Če ostane več kot leto dni, bo novoizvoljeni predsednik še naprej opravljal funkcijo pod aktualnim parlamentom do naslednjih splošnih volitev.

### Pred ustavnim referendumom 2017
Pred ustavnimi spremembami, sprejetimi na referendumu 2017, je funkcijo vršilca dolžnosti opravljal predsednik parlamenta.

## Seznam
| #                                | Ime                                                   | Portrait                         | Term of office                        | Term of office                   | Politična stranka                                 |
| Parlamentarni sistem (1923–2018) | Parlamentarni sistem (1923–2018)                      | Parlamentarni sistem (1923–2018) | Parlamentarni sistem (1923–2018)      | Parlamentarni sistem (1923–2018) | Parlamentarni sistem (1923–2018)                  |
| -------------------------------- | ----------------------------------------------------- | -------------------------------- | ------------------------------------- | -------------------------------- | ------------------------------------------------- |
| 1.                               | Mustafa Kemal Atatürk (1881–1938)                     |                                  | 29. oktober 1923                      | 1. november 1927                 | Republikanska ljudska stranka                     |
| 1.                               | Mustafa Kemal Atatürk (1881–1938)                     | 1. november 1927                 | 4. maj 1931                           |                                  | Republikanska ljudska stranka                     |
| 1.                               | Mustafa Kemal Atatürk (1881–1938)                     | 4. maj 1931                      | 1. marec 1935                         |                                  | Republikanska ljudska stranka                     |
| 1.                               | Mustafa Kemal Atatürk (1881–1938)                     | 1. marec 1935                    | 10. november 1938 (umrl med mandatom) |                                  | Republikanska ljudska stranka                     |
| (-)                              | Abdülhalik Renda(1881–1957)                           |                                  | 10. november 1938                     | 11. november 1938                | Republikanska ljudska stranka                     |
| 2.                               | İsmet İnönü (1884–1973)                               |                                  | 11. november 1938                     | 3. april 1939                    | Republikanska ljudska stranka                     |
| 2.                               | İsmet İnönü (1884–1973)                               | 3. april 1939                    | 8. marec 1943                         |                                  | Republikanska ljudska stranka                     |
| 2.                               | İsmet İnönü (1884–1973)                               | 8. marec 1943                    | 5 August 1946                         |                                  | Republikanska ljudska stranka                     |
| 2.                               | İsmet İnönü (1884–1973)                               | 5 August 1946                    | 27. maj 1950                          |                                  | Republikanska ljudska stranka                     |
| 3.                               | Celâl Bayar (1883–1986)                               |                                  | 27. maj 1950                          | 14. maj 1954                     | Demokratska stranka                               |
| 3.                               | Celâl Bayar (1883–1986)                               | 14. maj 1954                     | 1. november 1957                      |                                  | Demokratska stranka                               |
| 3.                               | Celâl Bayar (1883–1986)                               | 1. november 1957                 | 27. maj 1960                          |                                  | Demokratska stranka                               |
| 4.                               | Odbor narodne enotnostiVodja: general Cemal Gürsel    |                                  | 27. maj 1960                          | 10. oktober 1961                 |                                                   |
| 4.                               | Cemal Gürsel (1895–1966)                              |                                  | 10. oktober 1961                      | 2. februar 1966                  | neodvisen                                         |
| (-)                              | İbrahim Şevki Atasagun (1899–1984)                    |                                  | 2. februar 1966                       | 28. marec 1966                   | neodvisen                                         |
| 5.                               | Cevdet Sunay (1899–1982)                              |                                  | 28. marec 1966                        | 28. marec 1973                   | neodvisen                                         |
| (-)                              | Tekin Arıburun (1903–1993)                            |                                  | 28. marec 1973                        | 6. april 1973                    | Adalet Partisi                                    |
| 6.                               | Fahri Korutürk (1903–1987)                            |                                  | 6. april 1973                         | 6. april 1980                    | neodvisen                                         |
| (-)                              | İhsan Sabri Çağlayangil (1908–1993)                   |                                  | 6. april 1980                         | 12. september 1980               | Adalet Partisi                                    |
| 7.                               | Svet nacionalne varnostiChairman: General Kenan Evren |                                  | 12. september 1980                    | 9. november 1982                 | Martial law (sıkıyönetim) by Turkish Armed Forces |
| 7.                               | Kenan Evren (1917–2015)                               |                                  | 9. november 1982                      | 9. november 1989                 | neodvisen                                         |
| 8.                               | Turgut Özal (1927–1993)                               |                                  | 9. november 1989                      | umrl med mandatom                | Domovinska stranka                                |
| (-)                              | Hüsamettin Cindoruk (born 1933)                       |                                  | 17. april 1993                        | 16. maj 1993                     | Doğru Yol Partisi                                 |
| 9.                               | Süleyman Demirel (1924–2015)                          |                                  | 16. maj 1993                          | 16. maj 2000                     | Doğru Yol Partisi                                 |
| 10.                              | Ahmet Necdet Sezer (1941- )                           |                                  | 16. maj 2000                          | 28. avgust 2007                  | neodvisen                                         |
| 11.                              | Abdullah Gül (1950- )                                 |                                  | 28. avgust 2007                       | 28. avgust 2014                  | Stranka pravice in razvoja                        |
| 12.                              | Recep Tayyip Erdoğan (1954- )                         |                                  | 28. avgust 2014                       | 9. julij 2018                    | Stranka pravice in razvoja                        |
| Predsedniški sistem (2018– )     |                                                       |                                  |                                       |                                  |                                                   |
| 12.                              | Recep Tayyip Erdoğan (1954- )                         |                                  | 9. julij 2018                         | danes                            | Stranka pravice in razvoja                        |

### Živi nekdanji predsedniki
- Ahmet Necdet Sezer
(2000–2007)
13. september 1941 (83  let)
- Abdullah Gül
(2007–2014)
29. oktober 1950 (74  let)